# Gran Premio d'Italia 1953
Il Gran Premio d'Italia 1953 è stata la nona e ultima prova della stagione 1953 del campionato mondiale di Formula 1. La gara si è disputata domenica 13 settembre all'autodromo nazionale di Monza ed è stata vinta dall'argentino Juan Manuel Fangio su Maserati, al settimo successo in carriera per il pilota e al primo per la scuderia; Fangio ha preceduto all'arrivo due dei piloti della Ferrari, gli italiani Nino Farina e Luigi Villoresi.

## Vigilia

### Aspetti tecnici
Questo Gran Premio è l'ultimo corso nel campionato mondiale di Formula 1 sotto i regolamenti della Formula 2, introdotti a partire dal 1952 a seguito del ritiro dalla categoria dell'Alfa Romeo e della Talbot-Lago e della conseguente ridotta competizione. A partire dalla stagione 1954 vengono reintrodotti i regolamenti di Formula 1, i quali prevedono vetture con motori da 2,5 litri aspirati o da 750 cm³ sovralimentati. Per queste due stagioni ha fatto eccezione la 500 Miglia di Indianapolis, la quale ha continuato a disputarsi secondo i regolamenti ancora vigenti per il 1951.

### Aspetti sportivi
Il Gran Premio rappresenta il nono e ultimo appuntamento stagionale a distanza di tre settimane dalla disputa del Gran Premio di Svizzera, ottava gara del campionato. La tappa italiana si corre dopo il Grand Prix de Cadours e il Redex Trophy, gare extra calendario di Formula 2 corse il 30 agosto e il 12 settembre.
Presente nel calendario del campionato mondiale sin dalla stagione 1950, esso vede la disputa della ventiquattresima edizione, la quarta valida per il mondiale. Fin dal suo debutto il Gran Premio si è svolto unicamente all'autodromo nazionale di Monza. Nelle prime quattro stagioni del campionato mondiale di Formula 1 il Gran Premio d'Italia ha rappresentato per tre volte l'appuntamento finale; l'unica eccezione è stata l'edizione del 1951, penultima gara stagionale, succeduta solamente dal Gran Premio di Spagna.
Debuttano in Formula 1 gli italiani Luigi Musso, Umberto Maglioli e Sergio Mantovani e lo statunitense John Fitch, vincitore dell'edizione 1953 della 12 ore di Sebring.

## Qualifiche

### Resoconto

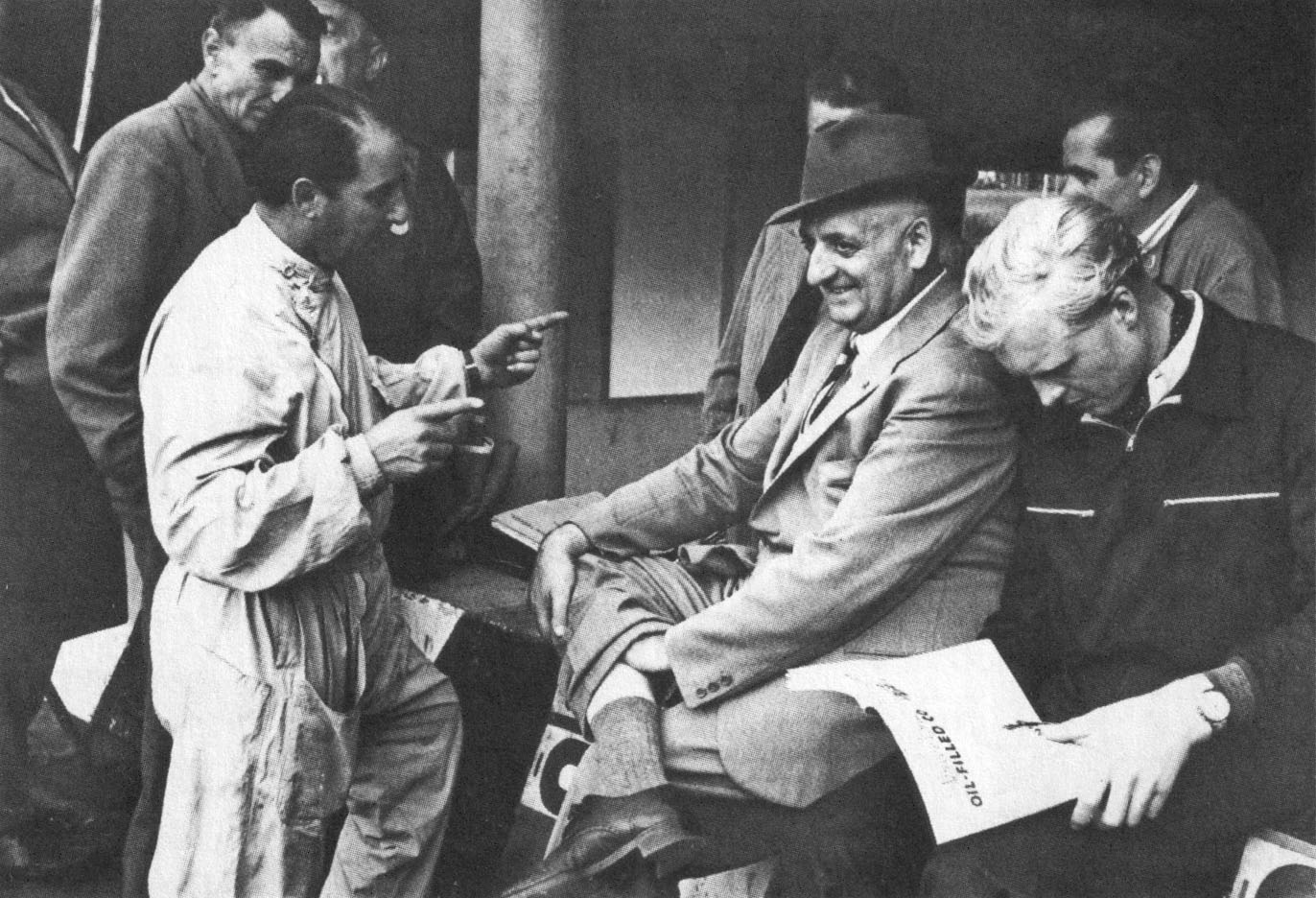
Enzo Ferrari con il pilota britannico Mike Hawthorn

La qualifiche si svolgono in due sessioni, una il venerdì e una il sabato. Sin dalla prima delle due c'è stata una lotta tra la Maserati di Juan Manuel Fangio e la Ferrari di Alberto Ascari, il cui miglior tempo è di 2'02"9. In questa sessione sia Ascari che il suo compagno di squadra Nino Farina provano le nuove Ferrari 553, ma hanno preferito continuare con le 500, essendo la nuova vettura dimostratasi più lenta di due secondi. Il nuovo modello viene comunque impiegato da Umberto Maglioli e Piero Carini.
Il sabato Fangio riesce ad avvicinarsi a tre decimi dal rivale, con un tempo di 2'03"2. Ascari risponde migliorando di due decimi il tempo fatto segnare il giorno prima. L'argentino tenta ancora un miglioramento, tuttavia durante il giro veloce, scoppia uno pneumatico della sua vettura ed è costretto ad abbandonare il tentativo.
A fine sessione i primi due posti sono occupati da Ascari e Fangio, mentre la prima fila è completata da Nino Farina, con un tempo di quasi un secondo più lento di quello del compagno di squadra. In seconda fila si qualificano la Maserati di Onofre Marimón e le Ferrari di Luigi Villoresi e Mike Hawthorn. La Gordini più veloce è quella di Maurice Trintignant, qualificatosi ottavo, mentre Stirling Moss è il più veloce sulle Cooper, nonché l'unico pilota della squadra ufficiale Cooper Car Company, qualificatosi decimo.
Alberto Ascari conquista la tredicesima pole position in carriera e l'ultima per la Ferrari, mentre il costruttore italiano è la sedicesima in totale e la sesta stagionale, tutte conquistate proprio dal pilota milanese.

### Risultati
Nella sessione di qualifica si è avuta questa situazione:
| Pos | Nº | Pilota                | Costruttore           | Tempo  | Griglia |
| --- | -- | --------------------- | --------------------- | ------ | ------- |
| 1   | 4  | Alberto Ascari        | Ferrari               | 2'02"7 | 1       |
| 2   | 50 | Juan Manuel Fangio    | Maserati              | 2'03"2 | 2       |
| 3   | 6  | Nino Farina           | Ferrari               | 2'03"9 | 3       |
| 4   | 54 | Onofre Marimón        | Maserati              | 2'04"1 | 4       |
| 5   | 2  | Luigi Villoresi       | Ferrari               | 2'04"6 | 5       |
| 6   | 8  | Mike Hawthorn         | Ferrari               | 2'04"9 | 6       |
| 7   | 52 | Felice Bonetto        | Maserati              | 2'05"1 | 7       |
| 8   | 36 | Maurice Trintignant   | Gordini               | 2'05"7 | 8       |
| 9   | 58 | Toulo de Graffenried  | Maserati              | 2'05"9 | 9       |
| 10  | 28 | Stirling Moss         | Cooper-Alta           | 2'06"6 | 10      |
| 11  | 10 | Umberto Maglioli      | Ferrari               | 2'06"9 | 11      |
| 12  | 56 | Sergio Mantovani      | Maserati              | 2'07"5 | 12      |
| 13  | 34 | Élie Bayol            | OSCA                  | 2'07"8 | 13      |
| 14  | 22 | Roy Salvadori         | Connaught-Lea-Francis | 2'08"0 | 14      |
| 15  | 38 | Harry Schell          | Gordini               | 2'08"5 | 15      |
| 16  | 40 | Roberto Mieres        | Gordini               | 2'08"8 | 16      |
| 17  | 64 | Louis Rosier          | Ferrari               | 2'08"9 | 17      |
| 18  | 24 | Kenneth McAlpine      | Connaught-Lea-Francis | 2'09"0 | 18      |
| 19  | 30 | Ken Wharton           | Cooper-Bristol        | 2'09"3 | 19      |
| 20  | 12 | Piero Carini          | Ferrari               | 2'09"5 | 20      |
| 21  | 42 | Chico Landi           | Maserati              | 2'09"7 | 21      |
| 22  | 20 | Jack Fairman          | Connaught-Lea-Francis | 2'09"9 | 22      |
| 23  | 44 | Prince Bira           | Maserati              | 2'10"1 | 23      |
| 24  | 46 | Alan Brown            | Cooper-Bristol        | 2'10"5 | 24      |
| 25  | 32 | Louis Chiron          | OSCA                  | 2'10"8 | 25      |
| 26  | 18 | John Fitch            | HWM-Alta              | 2'11"0 | 26      |
| 27  | 14 | Lance Macklin         | HWM-Alta              | 2'11"5 | 27      |
| 28  | 16 | Yves Giraud-Cabantous | HWM-Alta              | 2'11"9 | 28      |
| 29  | 48 | Hans Von Stuck        | AFM-Bristol           | 2'13"0 | 29      |
| 30  | 26 | Johnny Claes          | Connaught-Lea-Francis | 2'14"6 | 30      |

## Gara

### Resoconto

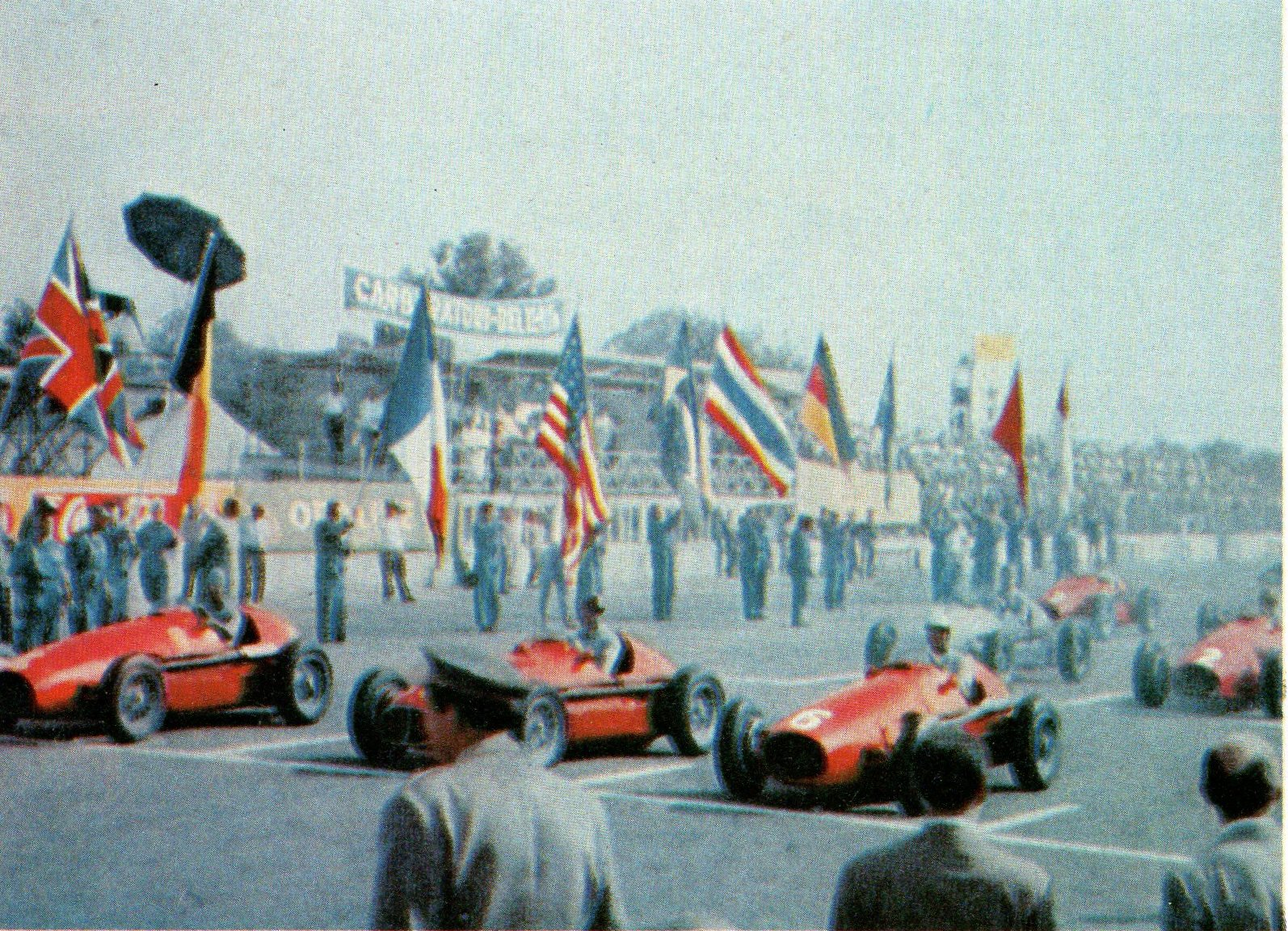
La partenza del Gran Premio con in prima fila, da sinistra a destra, Alberto Ascari, Juan Manuel Fangio e Nino Farina

Alla partenza il più veloce è l'argentino Juan Manuel Fangio, ma a causa di un errore durante il cambio delle marce, è stato sopravanzato dai ferraristi Alberto Ascari e Nino Farina e dal connazionale e compagno di squadra Onofre Marimón. Questi è riuscito a passare momentaneamente al comando della gara ma al primo passaggio sulla linea del traguardo torna in vantaggio Ascari. Il gruppo dei primi quattro è seguito dalla Cooper di Stirling Moss, e dalla Maserati di Toulo de Graffenried. Alla fine del secondo giro il britannico è costretto a una sosta ai box a causa di una perdita d'olio, perdendo numerose posizioni. Nel frattempo Luigi Villoresi sale in quinta posizione ed è seguito da Mike Hawthorn e dalla Gordini di Maurice Trintignant.
Tra i primi quattro inizia una battaglia serrata, con un continuo cambio di posizioni anche condizionato dalle diverse caratteristiche delle vetture: mentre le Maserati beneficiano di una maggiore velocità massima, le Ferrari godono di una migliore maneggevolezza. Ascari conduce la gara per la maggior parte del tempo, ma non riesce mai a staccarsi dagli inseguitori. Per più di metà gara il gruppo rimarrà unito e il distacco tra il primo e il quarto non supererà mai i due o i tre secondi. Il gruppo si riduce, tuttavia, a tre vetture nel corso del quarantanovesimo giro a causa di un testacoda di Marimón che lo fa uscire di pista e danneggiare il radiatore dell'olio. L'argentino riprende la corsa ma deve entrare ai box per riparare la vettura. La sosta dura sei minuti e quando rientra in pista è tredicesimo a tre giri dal primo. Oltre alla lotta per la prima posizione, più dietro ce n'è una per la quarta tra Villoresi, Hawthorn e Trintignant.
Al cinquantesimo giro conduce Fangio e manterrà il vantaggio per altri due giri, quando verrà di nuovo sorpassato e distaccato da Ascari e Farina. L'argentino riesce comunque a recuperare e a tornare a battagliare per la vittoria.
Al settantanovesimo giro Ascari conduce la gara separato da soli tre decimi dagli altri due campioni del mondo. Nel corso di questo giro, all'esterno della curva Sud, il milanese perde il controllo della sua vettura durante una fase di doppiaggio a causa della pista sporca d'olio, va in testacoda ed è costretto al ritiro. Farina, che lo seguiva, riesce a evitarlo uscendo di pista, mentre Fangio lo schiva transitando all'interno della curva. In questi momenti stava passando anche Marimón, il quale termina la sua gara dopo aver colliso contro la Ferrari di Ascari.
Juan Manuel Fangio vince il settimo Gran Premio in carriera e interrompe un digiuno durato quasi due intere stagioni, con il suo ultimo successo che risaliva all'edizione 1951 del Gran Premio di Spagna. Fangio porta al successo per la prima volta la Maserati, la quale diventa il terzo costruttore a vincere un Gran Premio di Formula 1, interrompendo il dominio della Ferrari durato per le stagioni 1952 e 1953. La scuderia di Maranello riesce comunque a completare il podio con Nino Farina e Luigi Villoresi, per il quale è l'ottavo e ultimo piazzamento a podio in carriera.
Gli ultimi due piloti a punti sono Mike Hawthorn, quarto, e Maurice Trintignant, quinto, a punti per la prima volta dal Gran Premio del Belgio, laddove tagliò il traguardo ancora in quinta posizione. Il punto addizionale del giro più veloce va a Fangio, il quale fa registrare per la decima volta in carriera il miglior tempo in gara.

### Risultati
I risultati del Gran Premio sono i seguenti:
| Pos | Nº | Pilota                       | Costruttore           | Giri | Tempo/Ritiro             | Griglia | Punti |
| --- | -- | ---------------------------- | --------------------- | ---- | ------------------------ | ------- | ----- |
| 1   | 50 | Juan Manuel Fangio           | Maserati              | 80   | 2h49'45"9                | 2       | 9     |
| 2   | 6  | Nino Farina                  | Ferrari               | 80   | +1"4                     | 3       | 6     |
| Rit | 4  | Alberto Ascari               | Ferrari               | 79   | Testacoda                | 1       |       |
| 3   | 2  | Luigi Villoresi              | Ferrari               | 79   | +1 giro                  | 5       | 4     |
| 4   | 8  | Mike Hawthorn                | Ferrari               | 79   | +1 giro                  | 6       | 3     |
| 5   | 36 | Maurice Trintignant          | Gordini               | 79   | +1 giro                  | 8       | 2     |
| Rit | 52 | Felice Bonetto               | Maserati              | 77   | Benzina esaurita         | 7       |       |
| 6   | 40 | Roberto Mieres               | Gordini               | 77   | +3 giri                  | 16      |       |
| 7   | 56 | Sergio Mantovani Luigi Musso | Maserati              | 76   | +4 giri                  | 12      |       |
| Rit | 54 | Onofre Marimón               | Maserati              | 75   | Collisione con A. Ascari | 4       |       |
| 8   | 10 | Umberto Maglioli             | Ferrari               | 75   | +5 giri                  | 11      |       |
| 9   | 38 | Harry Schell                 | Gordini               | 75   | +5 giri                  | 15      |       |
| 10  | 32 | Louis Chiron                 | OSCA                  | 72   | +8 giri                  | 25      |       |
| 11  | 44 | Prince Bira                  | Maserati              | 72   | +8 giri                  | 23      |       |
| Rit | 58 | Toulo de Graffenried         | Maserati              | 70   | Motore                   | 9       |       |
| 12  | 46 | Alan Brown                   | Cooper-Bristol        | 70   | +10 giri                 | 24      |       |
| 13  | 28 | Stirling Moss                | Cooper-Alta           | 70   | +10 giri                 | 10      |       |
| 14  | 48 | Hans Von Stuck               | AFM-Bristol           | 67   | +13 giri                 | 29      |       |
| 15  | 16 | Yves Giraud-Cabantous        | HWM-Alta              | 67   | +13 giri                 | 28      |       |
| 16  | 64 | Louis Rosier                 | Ferrari               | 65   | +15 giri                 | 17      |       |
| NC  | 20 | Jack Fairman                 | Connaught-Lea-Francis | 61   | +19 giri                 | 22      |       |
| NC  | 30 | Ken Wharton                  | Cooper-Bristol        | 57   | +23 giri                 | 19      |       |
| NC  | 24 | Kenneth McAlpine             | Connaught-Lea-Francis | 56   | +24 giri                 | 18      |       |
| Rit | 12 | Piero Carini                 | Ferrari               | 40   | Motore                   | 20      |       |
| Rit | 22 | Roy Salvadori                | Connaught-Lea-Francis | 33   | Acceleratore             | 14      |       |
| Rit | 42 | Chico Landi                  | Maserati              | 18   | Trasmissione             | 21      |       |
| Rit | 34 | Élie Bayol                   | OSCA                  | 17   | Motore                   | 13      |       |
| Rit | 18 | John Fitch                   | HWM-Alta              | 14   | Motore                   | 26      |       |
| Rit | 26 | Johnny Claes                 | Connaught-Lea-Francis | 7    | Sistema di alimentazione | 30      |       |
| Rit | 14 | Lance Macklin                | HWM-Alta              | 6    | Motore                   | 27      |       |

Juan Manuel Fangio riceve un punto addizionale per aver segnato il giro più veloce della gara.

## Classifica mondiale
| Pos | Pilota                | Punti       |
| --- | --------------------- | ----------- |
| 1   | Alberto Ascari        | 34,5 (46,5) |
| 2   | Juan Manuel Fangio    | 28 (29,5)   |
| 3   | Nino Farina           | 26 (32)     |
| 4   | Mike Hawthorn         | 19 (27)     |
| 5   | Luigi Villoresi       | 17          |
| 6   | José Froilán González | 13,5 (14,5) |
| 7   | Bill Vukovich         | 9           |
| 8   | Toulo de Graffenried  | 7           |
| 9   | Felice Bonetto        | 6,5         |
| 10  | Art Cross             | 6           |
| 11  | Maurice Trintignant   | 4           |
| =   | Onofre Marimón        | 4           |
| 13  | Sam Hanks             | 2           |
| =   | Óscar Gálvez          | 2           |
| =   | Hermann Lang          | 2           |
| =   | Duane Carter          | 2           |
| =   | Jack McGrath          | 2           |
| 18  | Fred Agabashian       | 1,5         |
| =   | Paul Russo            | 1,5         |